# Liga Premier de Egipto 2018-19
La Liga Premier de Egipto 2018-19, también conocida como La Liga WE por motivos de patrocinio, fue la 60° temporada de la Liga Premier de Egipto. La temporada comenzó el 31 de julio de 2018 y finalizó el 28 de julio de 2019.

Al Ahly fue el actual defensor del título, tras haber ganado el título en las ediciones de 2015-16, 2016-17 y 2017-18.

## Ascensos y descensos
Al término de la temporada 2017-18, descendieron Raja Club Athletic, Tanta SC y Al-Nasr SC y ascendieron los clubes El Gouna FC, Nogoom FC y Haras El-Hodood tras haber ganado cada uno de los tres grupos de la Segunda División de Egipto.

## Información de los equipos
| Equipo                  | Ciudad     | Estadio                           | Capacidad |
| ----------------------- | ---------- | --------------------------------- | --------- |
| Al-Ahly                 | El Cairo   | Estadio Internacional de El Cairo | 74.100    |
| Al-Ittihad Al-Iskandary | Alejandría | Estadio de Alejandría             | 13.660    |
| Al Masry                | Port Said  | Estadio de Port Said              | 17.988    |
| Al-Mokawloon Al-Arab    | El Cairo   | Estadio Osman Ahmed Osman         | 35.000    |
| El Gouna FC             | El Gouna   | Estadio El Gouna                  | 10.000    |
| El Dakhleya             | El Cairo   | Estadio Sekka El Hadeed           | 20.000    |
| ENPPI Club              | El Cairo   | Estadio Petro Sport               | 16.000    |
| El Entag El Harby       | Cairo      | Estadio Al-Salam                  | 30.000    |
| Nogoom FC               | Giza       | Estadio Petro Sport               | 16.000    |
| Haras El-Hodood         | Alejandría | Estadio Harras El-Hedoud          | 22.000    |
| Ismaily SC              | Ismailia   | Estadio de Ismailia               | 18.525    |
| Pyramids FC             | El Cairo   | Estadio 30 de Junio               | 30.000    |
| Misr El Makasa          | Fayún      | Estadio de Fayún                  | 10.000    |
| Petrojet FC             | Suez       | Estadio de Suez                   | 25.000    |
| Smouha SC               | Alejandría | Estadio de Alejandría             | 13.660    |
| Tala'ea El Gaish        | El Cairo   | Estadio Gehaz El Reyada           | 22.000    |
| Wadi Degla              | El Cairo   | Academia Militar de El Cairo      | 22.000    |
| Zamalek SC              | El Cairo   | Estadio Internacional de El Cairo | 74.100    |

## Tabla de posiciones
Actualizado el 28 de julio de 2019
| Pos. | Equipo                  | PJ | PG | PE | PP | GF | GC | DG  | Pts. | Clasificado a                                 |
| ---- | ----------------------- | -- | -- | -- | -- | -- | -- | --- | ---- | --------------------------------------------- |
| 1    | Al-Ahly (C)             | 34 | 25 | 5  | 4  | 56 | 20 | +36 | 80   | Campeón y Liga de Campeones de la CAF 2019-20 |
| 2    | Zamalek SC              | 34 | 21 | 9  | 4  | 65 | 31 | +34 | 72   | Liga de Campeones de la CAF 2019-20           |
| 3    | Pyramids FC             | 34 | 19 | 13 | 2  | 61 | 31 | +30 | 70   | Copa Confederación de la CAF 2019-20          |
| 4    | Al-Masry                | 34 | 12 | 16 | 6  | 45 | 38 | +7  | 52   | Copa Confederación de la CAF 2019-20          |
| 5    | Mokawloon al-Arab       | 34 | 13 | 9  | 12 | 45 | 38 | +7  | 48   |                                               |
| 6    | Misr El Makasa          | 34 | 12 | 10 | 12 | 34 | 36 | -2  | 46   |                                               |
| 7    | Ismaily SC              | 34 | 10 | 13 | 11 | 30 | 36 | -6  | 43   |                                               |
| 8    | Tala'ea El-Gaish SC     | 34 | 10 | 11 | 13 | 41 | 39 | +2  | 41   |                                               |
| 9    | ENPPI Club              | 34 | 9  | 13 | 12 | 39 | 42 | -3  | 40   |                                               |
| 10   | Wadi Degla FC           | 34 | 10 | 10 | 14 | 41 | 47 | -6  | 40   |                                               |
| 11   | Al-Ittihad Al-Iskandary | 34 | 9  | 12 | 13 | 41 | 56 | -15 | 39   |                                               |
| 12   | Haras El-Hodood         | 34 | 8  | 14 | 12 | 30 | 37 | -7  | 38   |                                               |
| 13   | El Entag El Harby       | 34 | 8  | 14 | 12 | 36 | 44 | -8  | 38   |                                               |
| 14   | Smouha SC               | 34 | 8  | 14 | 12 | 33 | 41 | -8  | 38   |                                               |
| 15   | El Gouna FC             | 34 | 8  | 14 | 12 | 38 | 52 | -14 | 38   |                                               |
| 16   | Petrojet FC (D)         | 34 | 8  | 11 | 15 | 30 | 43 | -13 | 35   | Segunda División 2019-20                      |
| 17   | El Dakhleya (D)         | 34 | 4  | 15 | 15 | 34 | 52 | -18 | 27   | Segunda División 2019-20                      |
| 18   | Nogoom FC (D)           | 34 | 5  | 11 | 17 | 30 | 46 | -16 | 26   | Segunda División 2019-20                      |